# Mikhaïl Nikititch Lvov
Pour les autres membres de la famille, voir Famille Lvov.
Le Prince Mikhaïl Nikititch Lvov (en russe : Князь Михаил Никитич Львов), mort en 1704, est un homme politique russe. Il fut l'un des compagnons de Pierre le Grand.

## Famille
Fils du prince Nikita Fiodorovitch Lvov.

## Mariage
Le prince Mikhaïl Nikititch Lvov épousa Neolina Ierofeïevna († 1703), nourrice du tsarevitch Piotr Alexeïevitch de Russie.

## Descendance
- Sergueï Mikhaïlovitch Lvov : il épousa Anna Ivanovna Kondyrevoïa[1].

## Biographie

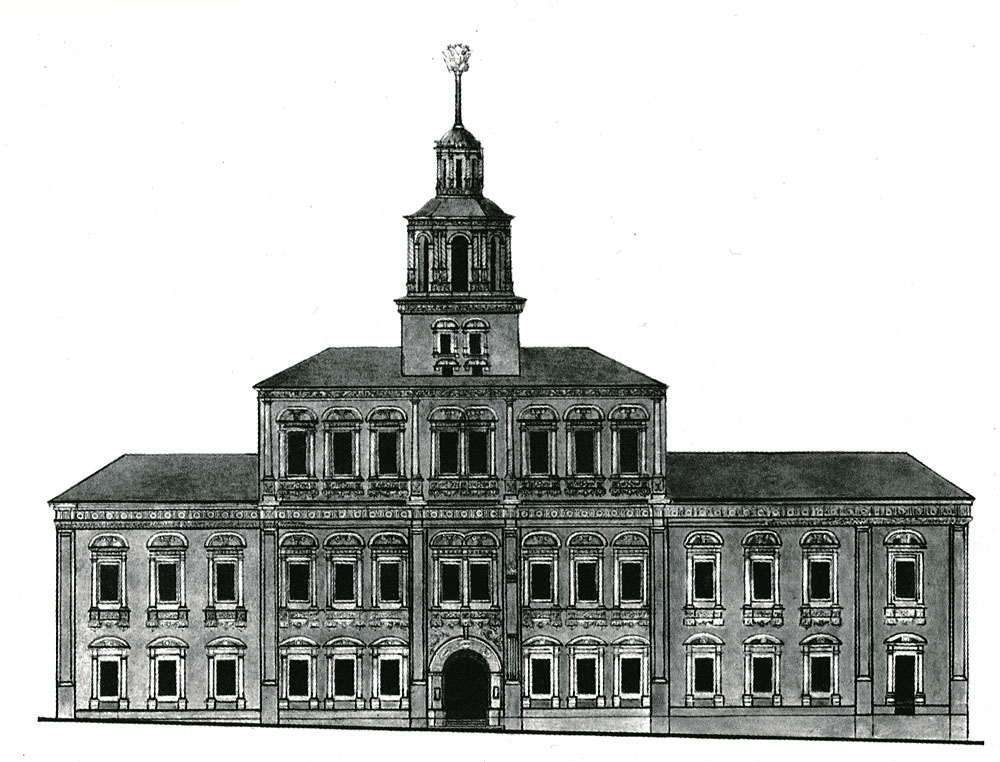
Bâtiment de l'Ordre provincial sur la Place Rouge à Moscou. Dessin de O. Bove. 1816.

Le prince Mikhaïl Nikititch Lvov eut pour ascendant le comte Fiodor Rostislavitch Noir † 1300) lui-même descendant des Riouriks.
En 1683, le prince Mikhaïl Nikititch Lvov fut titré intendant (stolnik), en 1688 courtisan (okolnitchi). En 1689, il occupa le poste de juge en chef de l'Ordre provincial (personnalité chargée du contrôle central en Russie au XVIe siècle et début du XVIIe siècle). En 1692, le prince Lvov fut élevé au rang de boyard (Boïarin/боярин). En juillet 1693, le prince accompagna Pierre Ier de Russie lors de son premier déplacement dans la ville d'Arkhangelsk.
Au cours des années 1688-1690, le prince Lvov voyagea avec Pierre Ier de Russie lors de sa visite au monastère Savvin Storojevski situé à Kolomenskoïe,. En 1689, il occupa le poste de général gardien (juge en chef) de l'Ordre Zemski (dans la Russie médiévale, Zemski prikas est une institution du gouvernement central en vigueur au XVIe et XVIIe siècles qui avait pour mission la gestion, la protection et la levée des impôts, ainsi que le jugement des affaires pénales et civiles). En 1692, le tsar éleva le prince Mikhaïl Nikititch à la dignité de boyard. Il prit part aux deux Campagnes d'Azov (1695-1696).

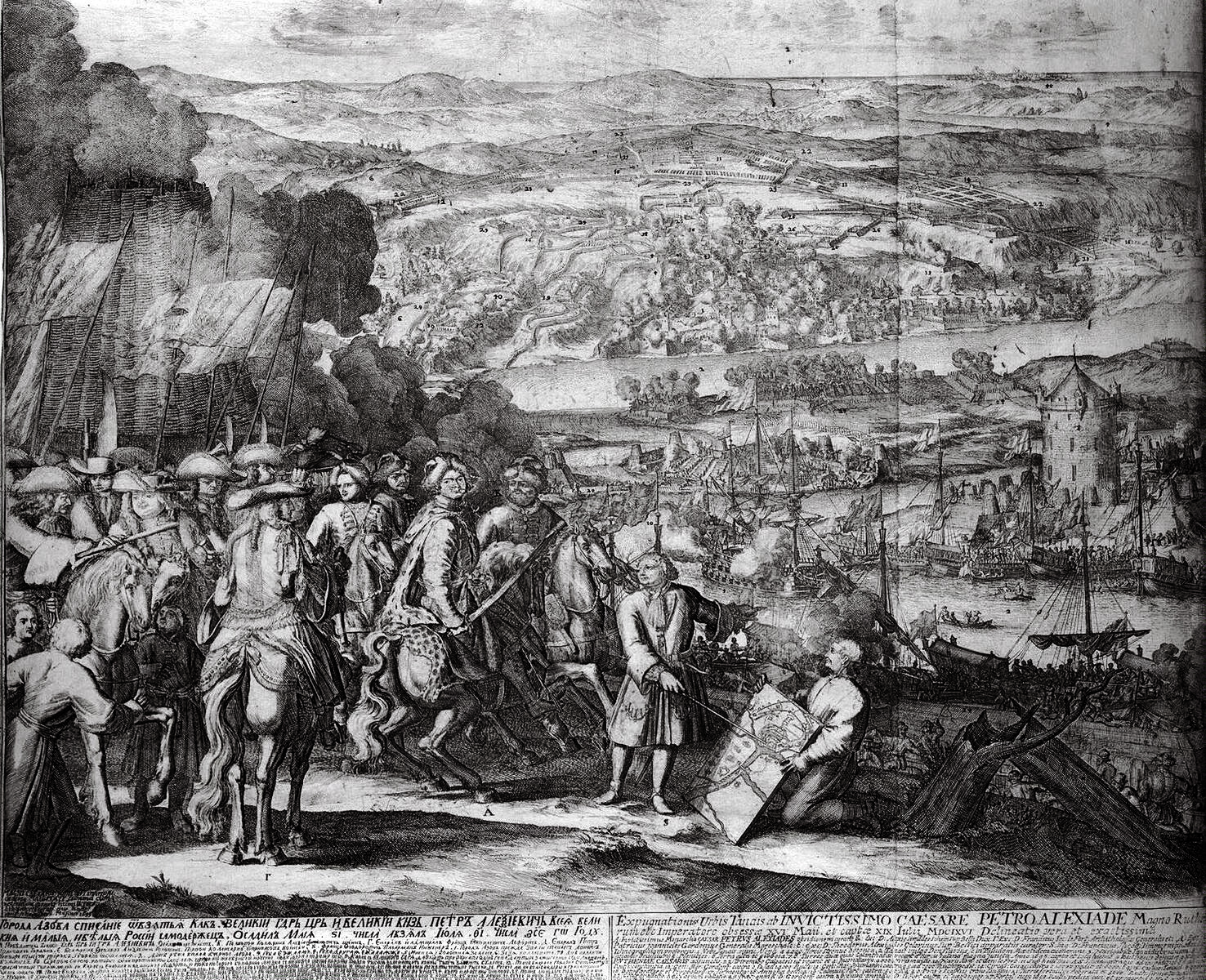
Prise de la forteresse d'Azov le 16 juillet 1696, au centre, Pierre Ier de Russie et le gouverneur Alexeï Cheïne, gravure de Adrian Chkhonebek (1661-1705).

En 1697, le tsar Pierre Ier lui confia le gouvernement de Moscou, mais atteint de troubles mentaux, le prince fut démis de sa charge. Guéri, en 1700, le prince Lvov siégea en qualité de membre de la Commission chargé de moderniser le code datant de 1649 en y incorporant les oukases promulgués depuis cette date,.

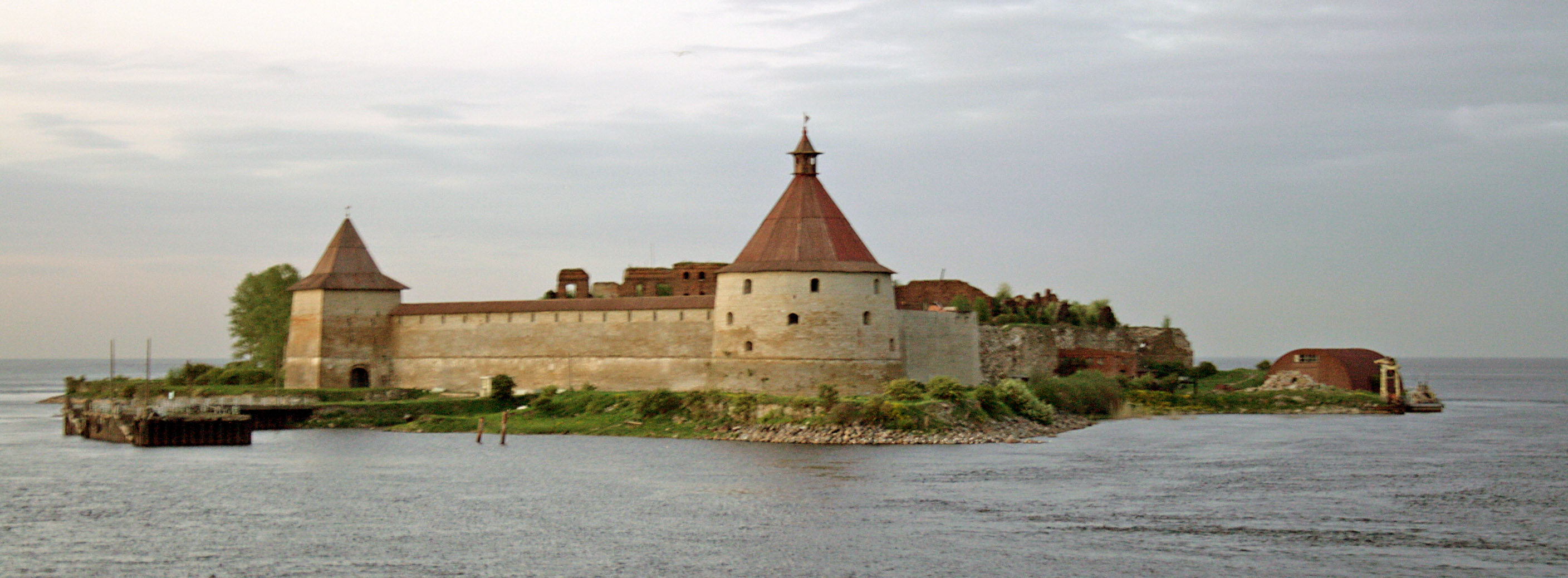
Vue générale de la forteresse de Chlisselbourg.

En 1703, le prince se rendit à Tikhvine ville où le prince Lvov s'occupa de la gestion de l'envoi d'ouvriers pour la construction de nouvelles fortifications de la forteresse de Chlisselbourg.

## Sources
- Dictionnaire biographique russe. Alexandre Alexandrovitch Polotsov. Saint-Pétersbourg. 1896-1918.